# ムバイキ
ムバイキ（フランス語: Mbaïki、サンゴ語: Mbati）は中央アフリカ共和国の都市である。ロバイエ州の州都である。